# Periplaneta
Periplaneta is een geslacht van kakkerlakken (Blattodea) dat behoort tot de familie Blattidae. Een aantal soorten is erg bekend, zoals de Amerikaanse kakkerlak (Periplaneta americana) en de Australische kakkerlak (Periplaneta australasiae).  Deze soorten komen wereldwijd voor en worden beschouwd als plaaginsect. 

## Soorten
- Periplaneta aboriginea
- Periplaneta americana Linnaeus, 1758 (Amerikaanse kakkerlak)
- Periplaneta australasiae Linnaeus, 1758 (Australische kakkerlak)
- Periplaneta brunnea Burmeister, 1838 (Bruine kakkerlak)
- Periplaneta fuliginosa